# یواس‌اس ناتویا (اس‌پی-۳۹۶)
یواس‌اس ناتویا (اس‌پی-۳۹۶) (به انگلیسی: USS Natoya (SP-396)) یک کشتی بود که طول آن ۴۴ فوت ۶ اینچ (۱۳٫۵۶ متر) بود. این کشتی در سال ۱۹۰۹ ساخته شد.